# Michaił Georgiew (kolarz)
Michaił Georgiew (bułg. Михаил Георгиев, ur. w 1904, zm. ?) – bułgarski kolarz. Reprezentant Bułgarii na Letnich Igrzyskach Olimpijskich 1924 w Paryżu. Na igrzyskach uczestniczył w wyścigu indywidualnym na czas, którego nie ukończył.